# Зозуляны
Зозуля́ны (молд. и рум. Zăzuleni) — село в Рыбницком районе непризнанной Приднестровской Молдавской Республики.
Находится на расстоянии 20 км от районного центра г. Рыбница и в 90 км от Кишинева.
Село Зозуляны расположено между сёлами Выхватинцы и Попенки, на противоположном берегу Днестра от села Цыпово. На северо-востоке граничит с селом Попенки и образует одноимённую коммуну вместе с сёлами Кирово и Владимировка. Храм села отмечается 27 октября.

## Этимология
Название села происходит от украинского слова зозуля — кукушка и производных. Вопреки распространённому мнению, на территории Зозулян и Попенок никогда не было массивных лесов, поэтому, вероятнее всего, название села происходит от фамилии жителя села Зозули. Это подтверждает в своих записях и священник Михайло Карачковский, прошедший в 1928 году по поручению Историко-Географической комиссии ВУАН от Кодымы до Попенок.

## История

### До упоминания в исторических документах
В Зозулянах была обнаружена стоянка верхнего палеолита, которая относится к периоду 25000-10000 лет до н. э. Располагается между крупным оврагом в центре села и старым кладбищем. В 3 км к северо-востоку от села, в 70 м к западу от шоссе, в верховьях балки, на склоне располагается тумулус высотой — 1 м.

### XIX век
Впервые встречается в исторических документах в 1738 году при упоминании постройки первой деревянной церкви, вымазанной глиной с соломенной крышей. Следующее упоминаение встрачается в 1845 году при постройке церкви Святой Параскевы Сербской за которой значился 531 прихожанин.
За селом было закреплено 1403 десятин земли и 37 десятин церковной. Во времена Речи Посполитой село входило в состав Балтского повета, округа Окны, Воронковской гмины. Принадлежали Зозуляны князьям Любомирским, Грабовским и Ионковым. В 1895 году село было продано вместе с другими имениями России в ходе второго раздела Речи Посполитой.
В 1893 году в селе насчитывается 122 двора и 493 жителя.
Михайло Крачковский описывает село так: путь от Выхватинец пролегает под горой, 2-3 километра, дорога в основном завалена камнями (прим: эта зона села зовётся в народе Балаганы). Село расположено подобно другим сёлам в Днестровской долине: на участке земли, расположенном между выступами высоких гор. Заслуживает внимания церковь оригинальной формы, круглая подобно римской базилике, построена в 1845 году и перестроена в 1895. Дома в основном каменные, не очень большие, с кухнями и винными погребами, возле домов вишневые и сливовые сады спускаются до самой реки. В селе есть деревянная корчма, а при ней погреб.
В XVIII веке также существовала Зозулянская слобока, которая окончательно слилась с селом.
|                                    | Домов | Мужчин | Женщин |
| ---------------------------------- | ----- | ------ | ------ |
| Шляхта чиншевая                    | 3     | 9      | 9      |
| Шляхта посессионная                | 2     | 5      | 8      |
| Государственных крестьян украинцев | 12    | 2      | 1      |
| Государственных крестьян валахов   | 88    | 20     | 100    |
| Евреев                             | 1     | 1      | 1      |

В 1891 году в селе проживало 316 мужчин и 335 женщин.

### Становление советской власти
Вместе с другими сёлами, в ходе смены власти в России, Зозуляны становится большевистским селом, начинается борьба с нежелательными элементами. В 1923 году за контрреволюционную деятельность арестован священник Георгий Клочан, но позже освобождён. В процессе становления советской власти в 1929 году арестован и депортирован в Архангельск Семён Годзун, который по возвращении в родное село в 1941 году был снова арестован за шпионаж и приговорён к 10 годам заключения. Также были репрессированы Якоб Парчевский, Кирил Старуш вместе с женой Марфой и сыновьями Давидом, Моисеем и Иваном, вся семья была депортирована в Томск. В 1931 году арестован Платон Старуш. В 1932 году арестована и заключена в тюрьму в Тирасполе Мария Ницуленко. В 1933 году арестован Ефим Бодарев, а в 1937 году Анисия Бодарева приговорена к 10 годам заключения. В 1938 году расстрелян Яков Парчевский. В 1949 году за коллаборационизм была арестована Феодосия Шаповалова, а также Иван Урсул вместе с женой Марией и семилетней дочерью Ниной, Яков Власюк вместе с женой Саломией и Трофим Власюк вместе с женой Феклой.
В 1932 году организована сельхозартель «Имени Фрунзе», председатель — Иван Нестеров, демобилизованный пограничник, служивший в Попенках на пограничной заставе. История сельского хозяйства села неразрывано связана с Попенками и в 1959 году земли села Зозуляны вошли в один объединённый колхоз «Путь к коммунизму» вместе с землями сёл Попенки, Владимировка и Кирово.

## Церковь святой преподобнойПараскевы Сербской
Построена в 1845 году стараниями Симеона Лозинского, который, вероятно, ранее служил пономарём в церкви архистратига Святого Архистратига Михаила в Попенках, памятник архитектуры республиканского значения. Церковь относится к редкому архитектуроному направлению ротондальных храмов. Иконостас в церкви был деревянный в два яруса, живопись частью на полотне, а частью на дереве. В 1895 году к храму был пристроен каменный притвор с резными колоннами и стеклянными дверями и окнами. У входа приделана новая каменная лестница с кирпичными, узорчатыми перилами.
В 2001 году Приднестровский республиканский банк в серии «Православные храмы Приднестровья» выпустил серебряную монету номиналом в 100 рублей с изображением церкви Параскевы Сербской в селе Зозуляны.

### Гонения 1930-х годов
В период с 1921 по 1929 год настоятелем храма был протоиерей Георгий Клочан. Украинец, сын кулака, подвергался постоянным гонениям со стороны местного населения и власти, в 1923 году был арестован по подозрению в контрреволюционной деятельности, но позднее отпущен. В 1924 году по требованию властей был выселен из церковного дома вместе с семьёй. В 1928 году у семьи описали мебель, зерно, муку и прочее имущество. По свидетельствам, после вечерних богослужений на священника нападали комсомольцы, избивали его и таскали за бороду. Прихожанам приходилось провожать его домой из церкви. Дом Георгия Клочана находился на берегу реки Днестр, за которой начиналась занятая Румынией Бессарабия, однако священник не предпринимал попыток сбежать.
В 1929 году от него потребовали чтобы он выступил перед общим собранием всего села и публично отрёкся от веры, на общем собрании священник отказался отречься после чего, будучи предупреждённым сочувствующими людьми, Георгий Клочан покинул село и после многих лет скитаний был расстрелян в 1938 году в городе Первомайске. Реабилитирован в 1989 году прокуратурой Николаевской области.
После изгнания священника церковь была закрыта и вновь открыта во времена румынской оккупации. Румыны называли церковь «Великая пятница», она продолжала работать какое-то время и после окончания войны, но в 1955 году была окончательно разграблена, разрушена и сожжена. В 2003 году дочь погибшего священника Георгия Клочана, проживающая в США, оказывала финансовую поддержку энтузиастам, взявшимся за восстановление храма.
В 2012 году храм был восстановлен совместными усилиями энтузиастов, представителей власти и духовенства.

## Образование и культура
В Зозулянах работает молдавская основная общеобразовательная школа-детский сад.

## Известные уроженцы
Власюк, Ефим Алексеевич — почётный гражданин города Рыбница, учитель, агроном, первый председатель объединённого городского и районного Совета народных депутатов. На протяжении 15 лет, с 1995 года, депутатами горрайсоветов 21-го, 22-го и 23-го созывов избирался на эту должность.